# ひとりでできるもん
ひとりでできるもん（本名：武村 涼平（たけむら りょうへい））は覆面ダンサーである。沖縄県出身。血液型はAB型。所属事務所　現在フリー

## 人物・略歴
顔を隠す仮面を付けてのパフォーマンスが特徴。その仮面と特異な芸名により、メディアに出演するようになった当初はその素性は謎であった。素性を隠していた理由は、恥ずかしかったことと、当時は会社員だったためバレると叩かれると思ったからである。
2002年から、仮面を付けたパフォーマンスでの活動を始める。芸名は、NHK教育テレビジョンの番組『ひとりでできるもん!』にちなむ。奇しくも同番組MCである平田実音は武村の同級生でもある。
2004年、ダンス番組『少年チャンプル』に出演。同番組で13週連続1位となり、一躍お茶の間の人気者となった。その後会社をやめプロダンサーに転向。全国のイベントに出演している。
イベントの傍ら、ダンス教室講師などをしており、DDDと言うダーツバーを神奈川県相模原市で経営していたが、2012年4月に閉店。
「弟子だもん」という弟子がいる。なぜか弟子だもんと一緒に出演する際は非常に腰が低く、一見して弟子だもんの方が偉そうに見える。弟子だもんはBEAT SOLDIERで「TATSUKI」（たつき）として活動している。
2011年の中島美嘉全国ツアー「MIKA NAKASHIMA CONCERT TOUR 2011 THE ONLY STAR」にスペシャルダンサーとして出演。
所属していたエグスプロージョンと共同でグループ『EDISON』としても活動している。
2020年第7回ムーンウォーク世界大会にて最優秀賞を受賞。

## 出演

### テレビ
- 日本テレビ『少年チャンプル』
- 日本テレビ『スーパーチャンプル』
- 日本テレビ『スター☆ドラフト会議』
- TBS『パフォーマンスZ』

### ミュージックビデオ / PV
- キリンジ - ロマンティック街道
- High Speed Boyz - CHILDHOOD'S END
- 桑田佳祐 - 銀河の星屑
- 中島美嘉 - CANDY GIRL
- JASMINE - ONE
- 聖飢魔II - 呪いのシャ･ナ･ナ･ナ
- 伊藤由奈 - 恋はgroovy×2